# Nigel Kneale
Thomas Nigel Kneale (Barrow-in-Furness, 18 aprile 1922 – Londra, 29 ottobre 2006) è stato uno scrittore, sceneggiatore e attore mannese, celebre per aver ideato il personaggio del professor Bernard Quatermass, protagonista di numerose serie televisive e film di fantascienza.

## Biografia
Thomas Nigel Kneale è nato a Barrow-in-Furness in Inghilterra, la sua famiglia era originaria dell'Isola di Man, dove ritornò all'età di sei anni, crescendo a Douglas, capoluogo dell'isola. Il padre era proprietario ed editore del giornale locale The Herald.  Kneale studiò alla St Ninian's High School per formarsi come avvocato ma dopo alcuni anni scelse un altro percorso.
Assunto nel 1951 alla BBC, è conosciuto essenzialmente come scrittore di genere thriller, con elementi di horror e fantascienza. Il suo personaggio più celebre è il professor Quatermass; le avventure di Quatermass furono scritte per la BBC (tre serie televisive e un radiodramma), la Hammer Film Productions (tre film) e la Thames Television (una serie televisiva) tra il 1953 e il 1996.
Per oltre 50 anni fu attivo nei campi della televisione, della radio e del cinema, in particolare in serie televisive e radiodrammi. Nel 1950 Kneale vinse il Somerset Maugham Award. Fu per due volte candidato al British Film Award quale migliore sceneggiatore. Nel 2000 gli venne assegnato il premio alla carriera dall'Horror Writers Association.
Era sposato con la scrittrice Judith Kerr: dal matrimonio nacquero una femmina e un maschio, lo scrittore Matthew Kneale.

## Opere
(elenco parziale)

### Romanzi
- L'esperimento Quatermass (The Quatermass Experiment), Penguin Books 1959
- Progetto Quatermass (Quatermass II), Penguin Books 1960, Arnoldo Mondadori Editore 1962
- Quatermass e il pozzo (Quatermass and the Pit) Penguin Books 1960
- Quatermass: la Terra esplode (The Quatermass Conclusion), 1979

### Racconti
Alcuni suoi racconti sono stati pubblicati in italiano dalla Arnoldo Mondadori Editore in appendice ai volumi della collana Classici Urania.

## Filmografia parziale

### Sceneggiatore

#### Cinema
- L'astronave atomica del dottor Quatermass (The Quatermass Xperiment), regia di Val Guest (1955)
- Il mostruoso uomo delle nevi (The Abominable Snowman), regia di Val Guest (1957)
- I vampiri dello spazio (Quatermass 2), regia di Val Guest (1957)
- The October Wedding, regia di Yuri Gadyukin (1959)
- I giovani arrabbiati (Look Back in Anger), regia di Tony Richardson (1959)
- Gli sfasati (The Entertainer), regia di Tony Richardson (1960)
- Ponte di comando (H.M.S. Defiant), regia di Lewis Gilbert (1962)
- Base Luna chiama Terra (First Men in the Moon), regia di Nathan Juran (1964)
- Creatura del diavolo (The Witches), regia di Cyril Frankel (1966)
- L'astronave degli esseri perduti (Quatermass and the Pit), regia di Roy Ward Baker (1967)
- The Quatermass Conclusion (The Quatermass Conclusion), condensato cinematografico della serie televisiva Quatermass Conclusion - La Terra esplode (Quatermass), regia di Piers Haggard (1979)
- Halloween III - Il signore della notte (Halloween III: Season of the Witch), regia di Tommy Lee Wallace (1982)

#### Televisione
- The Quatermass Experiment, miniserie televisiva (1953)
- BBC Sunday-Night Theatre, serie televisiva, episodio Nineteen Eighty-Four (1954)
- Quatermass II, miniserie televisiva (1955)
- Quatermass and the Pit, miniserie televisiva (1958-1959)
- Theatre 625, serie televisiva, episodii The World of George Orwell: 1984 (1965) e The Year of the Sex Olympics (1968)
- Quatermass Conclusion - La Terra esplode (Quatermass), miniserie televisiva (1979)
- Gentry, regia di Roy Battersby, film TV (1987)
- The Quatermass Experiment, film per la televisione, regia di Sam Miller (2005)

#### Radio
- The Quatermass Memoirs, radiodramma (1996), BBC Radio 3